# Estambul 65
Estambul 65 (título original: That Man in Istambul) es una exitosa película de acción de coproducción española de 1965 dirigida por Antonio Isasi-Isasmendi que imita el estilo de la saga de James Bond.

## Argumento
Una banda terrorista que quiere dominar el mundo usando la amenaza atómica rapta al profesor nuclear de élite Pendergast y roba además un millón de dólares asesinando a dos agentes estadounidenses y a un doble del profesor para ello inculpando además a los chinos. Por razones diplomáticas y por el hecho que todo ocurrió en el extranjero el gobierno estadounidense no puede por ello actuar. 
Sin embargo la intrépida agente Kelly del FBI sospecha que el aventurero y ladrón Tony Mecenas, a quien ella pudo reconocer a través de fotos en el lugar de los acontecimientos, está implicado en el asunto. Por ello viaja de forma secreta hasta la capital turca Estambul para investigarle. Allí descubre que Tony Mecenas no es el culpable y cuando se entera de lo que está ocurriendo él, encantado, se une a ella para poder sacar tajada del asunto con la esperanza de conseguir el millón de dólares robado. 
A partir de ese momento ellos tendrán múltiples peleas, persecuciones y tiroteos por los lugares más emblemáticos de Estambul hasta que finalmente ambos consiguen liberar al profesor que está escondido en un barco, conseguir el dinero y acabar también con esa organización terrorista, que tiene su cuartel general en ese barco.

## Reparto
- Sylva Koscina es Kelly.
- Horst Buchholz es Tony.
- Perrette Pradier es Elizabeth.
- Mario Adorf es Bill.
- Gerard Tichy es Hansi.
- Klaus Kinski es Schenk.
- Agustín González es Gunther.
- Barta Barri es Capitán.

## Producción
Esta coproducción europea con actores españoles, alemanes, italianos y yugoslavos nació a la sombra del reciente éxito de Doctor No. Los interiores y algunos exteriores están rodados en España.

## Recepción
La película fue un éxito internacional, fue distribuida en Estados Unidos por Columbia y en España se la considera una película de culto y gran éxito de taquilla de la época, por lo psicodélico del guion y lo inusual de la propuesta en nuestro cine.

## Premios
Premios San Jorge
| Categoría               | Candidato   | Resultado |
| ----------------------- | ----------- | --------- |
| Mejor película española | Estambul 65 | Ganadora  |

Medallas del Círculo de Escritores Cinematográficos
| Categoría      | Candidato               | Resultado |
| -------------- | ----------------------- | --------- |
| Mejor director | Antonio Isasi-Isasmendi | Ganador   |